# Jérémie 38

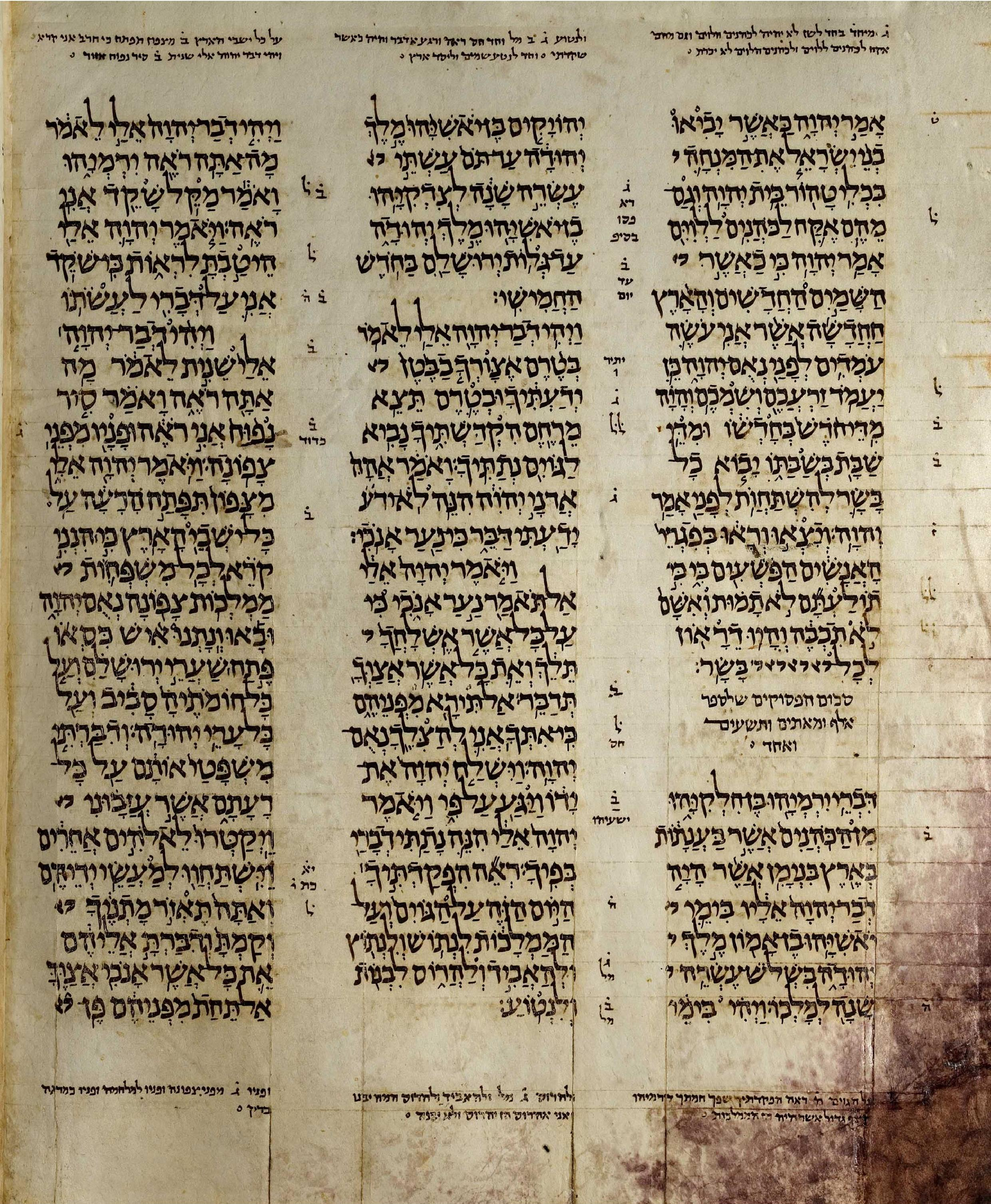
Extrait du Codex d'Alep montrant le Livre de Jérémie (le sixième livre du Nevi'im).

Jérémie 38 est le trente-huitième chapitre du Livre de Jérémie dans la Bible hébraïque ou Ancien Testament de la Bible chrétienne.
Il est numéroté comme Jérémie 45 dans la Septante. 
Ce livre contient les prophéties prononcées par le prophète Jérémie, et est une partie des Livres des Prophètes. Ce chapitre évoque l'ordonnance royale qui vise à punir Jérémie, Jérémie 38:1-6 ; le confinement et le sauvetage de Jérémie de la citerne, Jérémie 38:7-13 ; la conversation de Jérémie avec Sédécias, Jérémie 37:14-26 ; l'enquête de Jérémie, par les fonctionnaires, Jérémie 38:27-28. Une partie narrative composée des chapitres Jérémie 37-44.

## Texte
Le texte original est écrit en hébreu. Ce chapitre est divisé en 28 versets.

## Des versions textuelles
Les manuscrits anciens contenant ce chapitre en langue hébraïque sont :
- Texte Massorétique
  - Codex Cairensis (895 EC)
  - Le Codex d'alep (Xe siècle)
  - Leningrad Codex (Codex de Leningrad) (1008-1009)

Anciennes traductions en grec Koinè :
- Septante (différente numérotation des versets)
- Theodotion (version)

## Structure
NKJV groupe et structure ce chapitre ainsi :
- Jérémie 38:1-13 38:1-13,NKJV = Jérémie dans le Donjon
- Jérémie 38:14-28 38:1-13,NKJV = Les craintes de Zedekiah et les Conseils de Jérémie

### Verset 1
« Maintenant Schephathia, fils de Matthan, Guedalia, fils de Pashhur, Jucal, fils de Schélémia, et Pashhur le fils de Malkija, entendirent les paroles que Jérémie avait dites à tout le peuple, en disant : (NKJV)
Jucal, fils de Schélémia : comme Jehucal le fils de Schélémia dans Jérémie 37:3 ».
Au cours de fouilles dans les ruines de la Cité de David, menée par la David Fondation en 2005, une bulle a été découverte avec l'inscription « appartenant à Jehucal, fils de Schélémia (Shelemyahu), fils de Shovi », qui, l'on pense[Qui ?] pointe vers la personne mentionnée ci-dessous,.
Guedalia, fils de Pashhur : Une bulle portant un sceau portant le même nom que dans l'alphabet paléo-hébraïque a été découverte par Eilat Mazar de l'Université hébraïque de Jérusalem, lors d'une excavation dans les ruines de la Cité de David, menée par la David Fondation en 2008, dans les mêmes strates, à seulement quelques mètres de là, non loin du sceau de Jehucal, le fils de Schélémia,,.
Pashhur, fils de Malkija : également nommée dans Jérémie 21:1.

### Verset 2
« Ainsi dicte le Seigneur : Celui qui restera dans cette cité devra périr par l'épée, par la famine, ou par la pestilence ; mais celui qui surmonte les Chaldéens aura la vie sauve; sa vie lui sera donnée en cadeau, et il sera sauvé. (NKJV) »
Huey et d'autres ont noté les similitudes de la formulation dans ce verset de Jérémie 21:9, mais ont conclu que cet avertissement pourrait avoir été répété de nombreuses fois.

### Verset 4
« Suite à cela les princes dirent au roi : S'il vous plait, laissez cet homme être mis à mort, il affaiblit la main des hommes de guerre qui restent dans cette ville, et par là-même la main du peuple entier, en prononçant de telles paroles à leur encontre. En cela cet homme ne recherche pas le bien de son peuple mais le mal. »

Selon la Bible d'Oxford Annotée (en), la phraséologie dans ce verset s'avère être similaire à celle trouvée dans « une lettre écrite de 18 mois plus tôt, trouvée dans les fouilles archéologiques à Lakis » (Ostracon VI des Lettres de Lakish),

## Numérotation des versets
L'ordre des chapitres et des versets du Livre de Jérémie, dans les Bibles anglaises, le Texte Massorétique (en hébreu), et la Vulgate (Latin), dans certains endroits, diffère de celle de la Septante à certains endroits (LXX, la Bible grecque utilisée dans l'Église orthodoxe orientale et d'autres) d'après Rahlfs ou Brenton. Le tableau suivant est repris avec des ajustements mineurs à partir de la Septante de Brenton, page 971.
L'ordre de CATSS basé sur la Septante de Alfred Rahlfs (1935), en diffère par quelques détails de l'édition de Joseph Ziegler (1957) dans Göttingen LXX. L'introduction de Swete s'accorde dans les grandes lignes avec celle de Rahlfs.
| En Hébreu, Dans la Vulgate, En Anglais | Rahlfs'LXX (CATSS)     | Brenton LXX |
| -------------------------------------- | ---------------------- | ----------- |
| 38:1-28                                | 45:1-28                |             |
| 31:1-40                                | 38:1-34,36,37,35,38-40 | 38:1-40     |

#### Judaïsme
- Jérémie 38 hébreu avec anglais en parallèle
- Jérémie 38 hébreu avec le Commentaire de Rashi

#### Christianisme
- Jérémie 38 Traduction en anglais avec en parallèle la Vulgate latine